# Городское поселение посёлок Сусанино
Городско́е поселе́ние посёлок Суса́нино — муниципальное образование в составе Сусанинского района Костромской области России.
Административный центр — посёлок городского типа Сусанино.

## История
Городское поселение посёлок Сусанино образовано 30 декабря 2004 года в соответствии с Законом Костромской области № 237-ЗКО, установлены статус и границы муниципального образования.

## Население
| 2008  | 2010  | 2012  | 2013  | 2014  | 2015  | 2016  |
| ----- | ----- | ----- | ----- | ----- | ----- | ----- |
| 3684  | ↘3409 | ↘3338 | ↘3257 | ↘3196 | ↗3210 | ↘3200 |
| 2017  | 2018  | 2019  | 2020  | 2021  |       |       |
| ↘3154 | ↘3098 | ↘3060 | ↘3022 | ↘3014 |       |       |

## Состав городского поселения
| № | Населённый пункт | Тип населённого пункта      | Население |
| - | ---------------- | --------------------------- | --------- |
| 1 | Гавриловское     | деревня                     | ↗6        |
| 2 | Сусанино         | пгт, административный центр | ↘3008     |